# Andrea Horwath
Andrea Horwath, née le 24 octobre 1962 à Hamilton (Ontario), est une femme politique de l'Ontario, Canada. Elle est députée du Nouveau Parti démocratique de l'Ontario à l'Assemblée législative de l'Ontario, représentant la circonscription de Hamilton-Centre de 2004 à sa démission en 2022. Durant cette période, elle occupe la fonction de cheffe néo-démocrate à partir de 2009, ainsi que cheffe de l'opposition officielle de 2018 à juin 2022. 
Depuis novembre 2022, elle est la 58e mairesse de la ville de Hamilton.

## Biographie
Née à Hamilton et d'origine hongroise, elle œuvre dans le milieu syndical de cette ville ouvrière pendant de nombreuses années. En 1996, elle organise des journées d'action face aux coupures de crédits pratiquées dans les programmes sociaux par le gouvernement progressiste-conservateur de Mike Harris.

### Carrière politique
Lors des élections fédérales canadiennes de 1997, elle se présente dans la circonscription de Hamilton-Ouest. Elle arrive en deuxième place derrière le libéral Stan Keyes, un résultat nettement amélioré par rapport à la fois précédente.
Elle est par la suite élue au conseil municipal de Hamilton en 1997, et réélue en 2000 et 2003.
En 2004, lors d'une élection partielle provinciale dans le comté de Hamilton-Ouest occasionnée par le décès du député libéral Dominic Agostino, elle défait le frère du feu député, Ralph Agostino, avec 63,6 % des voix. Avec sa victoire, l'aile parlementaire néo-démocrate franchit le seuil de huit députés, nécessaire pour s'assurer le statut de caucus officiel parlementaire, ce qui lui permet certains privilèges importants. Sa victoire forte donne un coup d'appui au NPD fédéral, qui gagne plusieurs sièges de la région de Hamilton aux prochaines élections fédérales.
En 2007, à la suite d'un redécoupage électoral, elle se présente dans le nouveau comté de Hamilton-Centre. Elle le remporte avec une marge de presque 16 % au-dessus du candidat libéral.
En 2008, à la suite de la démission annoncée du chef du NPD Howard Hampton, Andrea Horwath annonce sa candidature et reçoit le soutien de la députée franco-ontarienne France Gélinas. Lors du congrès du parti à Hamilton le 7 mars 2009, elle remporte la chefferie avec 60,4 % des voix au-dessus de son coéquipier Peter Tabuns. Elle devient ainsi la première femme cheffe du NPD ontarien. Aux élections de 2018, le NPD enregistre le meilleur score de son histoire depuis l'époque de Bob Rae en terminant deuxième, ce qui permet à Andrea Horwath de devenir cheffe de l'opposition officielle.

#### Élection de 2022 et démission
Lors des élections du 2 juin 2022, elle est réélue députée et le NPD demeure l'opposition officielle mais le parti obtient sept députés de moins qu'à la dissolution de la chambre et neuf de moins qu'à la dernière élection. Horwath annonce le soir de l'élection son départ comme cheffe du NPD et par le fait même comme cheffe de l'opposition officielle. Elle quitte le 15 août suivant son poste de députée.

#### Mairesse de Hamilton
Le 26 juillet 2022, Andrea Horwath annonce qu'elle se présente dans la course à la mairie de la ville de Hamilton. Le 24 octobre 2022, elle remporte l'élection municipale et entre en fonction le 15 novembre suivant, devenant la première femme à diriger cette ville.